# Edificio Price
L'Edificio Price (Édifice Price in francese) è uno storico palazzo della città di Québec in Canada. Realizzato all'inizio degli anni trenta del Novecento per la compagnia Price Brothers, non senza porre controversie legate alla conservazione del centro storico della città, l'immobile venne in seguito acquistato dalla città di Québec, ed è oggi gestito dal dipartimento immobiliare della Cassa di deposito e investimento del Québec. Ospita inoltre la residenza ufficiale del primo ministro della provincia.

## Storia
Nel 1927 i nuovi dirigenti della Price Brothers and Company, John Herbert e Arthur Clifford Price, decisero di erigere una nuova sede sociale per la compagnua a Québec. All'epoca il principale centro finanziario era situato lungo rue Saint-Pierre, ma non trovandovi soluzioni che soddisfacessero le loro richieste scelsero invece rue Sainte-Anne, nelle immediate vicinanze del municipio della città. Il progetto dell'edificio di sedici piani venne quindi affidato alla prestigiosa ditta Ross and Macdonald di Montréal.